# Futbolniy Klub Torpedo Moskva
O FC Torpedo Moscou (português brasileiro) ou FC Torpedo de Moscovo (português europeu) (em russo: Футбольный клуб "Торпедо" Москва) é um clube de futebol russo. Sua sede fica na cidade de Moscou. A equipe participa da Premier League Russa, primeira divisão do Campeonato Russo. O principal rival da equipe é o Spartak, também da capital.
O Clássico Lokomotiv Moscow Vs. Torpedo Moscow é o confronto entre Lokomotiv
x Torpedo. Trata-se de mais uma importante rivalidade entre torcidas da
capital russa.

## Títulos
- Campeonato Soviético: 3

(1960, 1965 e 1976)

- Copa da União Soviética: 6

(1949, 1952, 1960, 1968, 1972 e 1986).
- Copa da Rússia: 1

(1993).

- Primeira Divisão Russa: 1

(2022).

## História
Uma das equipes mais tradicionais da Rússia, o Torpedo, fundado em 1924, sempre teve sua história ligada à indústria automobilística. Mais especificamente desde 1936, à histórica fábrica de automóveis ZIL, que fabricava a maioria dos tratores e limusines usados na URSS.
Antes disso, o time disputava o campeonato municipal de Moscou, e em 1936 ingressou na série B, de onde saiu em 1938 para a primeira divisão e está lá até os dias atuais.
Como a maioria dos times soviéticos, o Torpedo também era ligado a uma associação esportiva vinculada a um sindicato, o Trudovye Rezervy, algo como Reserva de Trabalho, que reunia trabalhadores e estudantes das escolas técnicas do país.
Devido suas ligações, o Torpedo teve vários nomes ao longo dos anos. Começou apenas como Torpedo, depois mudou para Proletarskaya kuznitsa (Forja Proletária), AMO e ZIS (por causa da indústria automobilística) e Torpedo-Luzhniki, para então voltar, desde 1998, ao nome original.

## Anos de ouro
As décadas de 1950 e 1960 foram os anos mais vitoriosos da história do Torpedo Moscou. Liderados por Eduard Streltsov – que deu nome ao estádio do Torpedo –, chamado à época de "Pelé russo", o time venceu dois Campeonato Soviéticos e três Copas da URSS.
Mesmo sem ter o status de seus maiores rivais – Dínamo, Spartak e CSKA –, o Torpedo carrega consigo muita história e uma torcida apaixonada, que costuma encher o Estádio Lujniki, sede do clube desde o início da década de 1990, quando foi comprado pela empresa Luzhniki junto a ZiL.
Com o fim da União Soviética, o Torpedo voltou a conquistar um título logo no início da reformulação do futebol russo – a Copa da Rússia de 1993. Depois disso, pela Premier Liga, o máximo que a equipe alcançou foi um terceiro lugar em 2000.
Em termos europeus, as maiores conquistas do Torpedo não vão além de aparições em quartas-de-final da Taça UEFA e da Taça das Taças.
É preciso ressaltar que, diferentemente dos outros grandes clubes do país, o Torpedo não foi alvo de nenhum grande patrocinador ou algum novo bilionário russo, herdeiro das absurdas privatizações do país após 1991.
Com uma equipe fraca, o Torpedo naufragou nos últimos anos, culminando com sua expulsão da Primeira Divisão russa, em 2009.

## A exclusão do Torpedo e a redenção em campo
Em 19 de março de 2009, a Professional Football League (órgão que administra a Primeira e Segunda Divisões da Rússia) decidiu tirar o Torpedo das duas divisões de uma só vez. Representantes da ZiL, empresa que adquiriu a propriedade do clube, recorreram da decisão, mas no prazo-limite de inscrições, o Torpedo não conseguiu ser readmitido na Segunda Divisão, e acabaria perdendo o estatuto de profissional com a queda para a LFA (Liga de Futebol Amador da Rússia).
No mesmo ano, o Torpedo venceu o campeonato da LFA que abrange a região de Moscou, e ascendeu à Terceira Divisão.
O dia 30 de outubro de 2010 marcou um novo divisor de águas na história dos alvinegros da capital, após a vitória sobre o FC Gubkin por 1 a 0. Com o triunfo, o Torpedo foi promovido para a Segunda Divisão russa.

## Mudança de nome
- Proletarskaya kuznitsa (1924–1930)
- AMO (1931–1932)
- ZIS (1933–1935)
- Torpedo (1936–1995)
- Torpedo-Luzhniki (1996–1997)
- Torpedo (desde 1998)

## Elenco
Atualizado em 19 de fevereiro de 2021.
Legenda:
- : Jogador lesionado
- : Capitão da equipe